# John Graunt

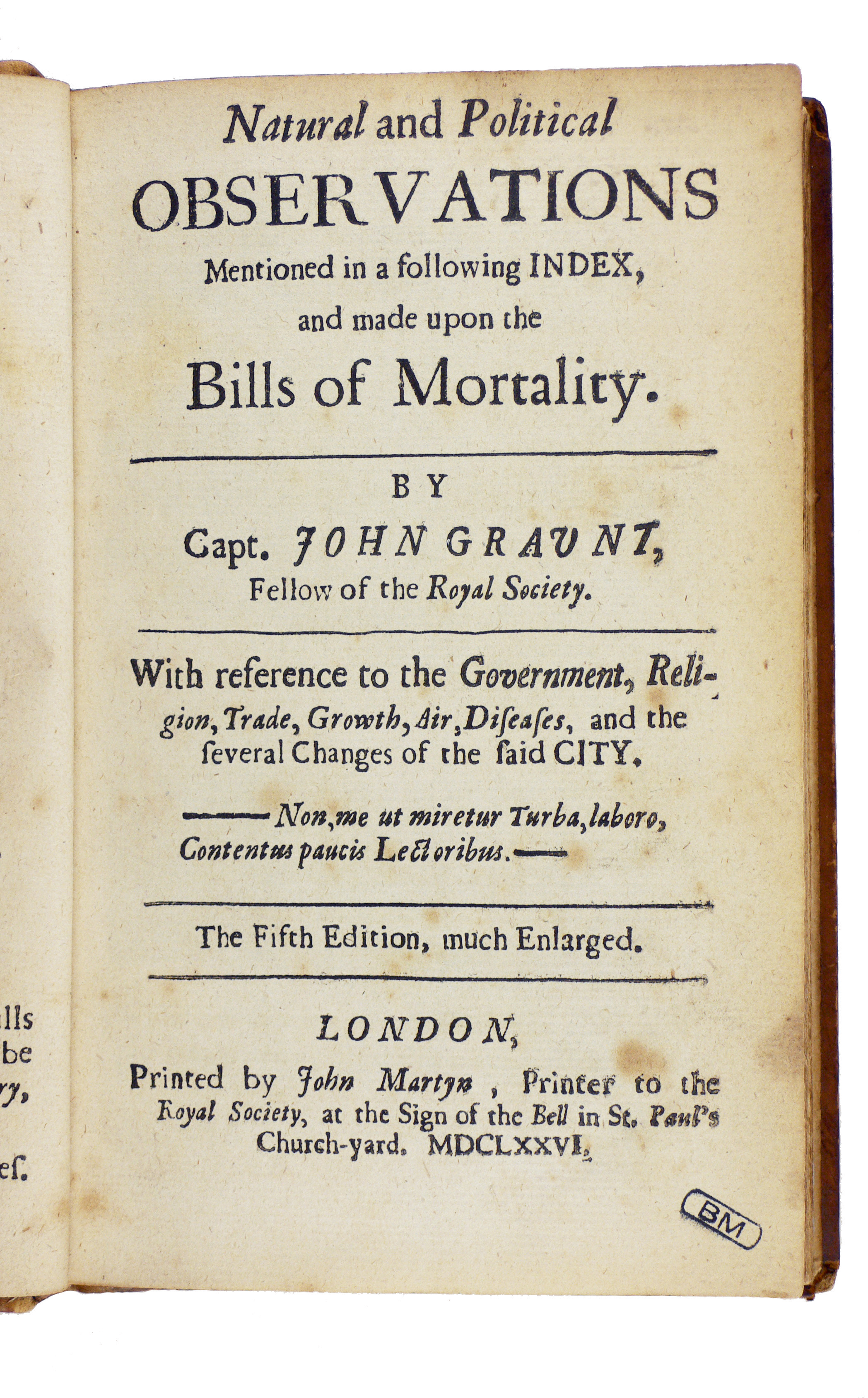
Bills of Mortality, 1676.

John Graunt (ur. 24 kwietnia 1620 zm. 18 kwietnia 1674) – brytyjski statystyk, który razem z Williamem Petty stworzył podwaliny nowoczesnej demografii. Zajmował się m.in. epidemiologią. Był członkiem Royal Society. Przeszedł na katolicyzm, co w protestanckiej Anglii skazało go na ostracyzm (umarł w biedzie).